# Cour d'honneur du Palais des papes
Pour les articles homonymes, voir Cour d'honneur.
La cour d'honneur du Palais des papes est située dans le Palais des papes d'Avignon. Appelée plus communément « la cour d'honneur », elle est le premier, le plus prestigieux et le plus emblématique lieu du festival d'Avignon.

## Bâtiment
Lorsque Clément VI entra dans le palais, construit pour Benoît XII, il ne lui parut point suffisant. Il chargea Jean du Louvres, dit « de Loubières », de son agrandissement. Le chantier du nouveau palais commença le 4 mars 1345. Lors de la clôture des travaux, le 21 octobre 1351, la superficie totale du palais des papes atteignit 6 400 m2.
La cour d'honneur est un carré de 1 800 mètres carrés environ qui est borné au nord et à l'est par le palais vieux, et au sud et à l'ouest, par le palais neuf. En son centre se trouvent les vestiges de la salle d'audience de Jean XXII et un puits profond de 29 mètres, qu'Urbain V fit creuser.
À l'origine, cette cour comportaient trois portes:
- la porte des Champeaux, seule entrée actuelle ;
- la porte Notre-Dame, au nord-ouest ; est utilisée comme sortie lors du festival ;
- la porte de la Peyrolerie, au sud-est[3].

## La cour d'honneur, lieu de festival

### À l'origine de la naissance du Festival d'Avignon
Dans le cadre d'une exposition d'art moderne qu'ils avaient organisée dans la grande chapelle du palais, le critique d'art Christian Zervos et le poète René Char demandèrent à Jean Vilar, acteur, metteur en scène et directeur de théâtre, une représentation de la pièce de T. S. Eliot, Meurtre dans la cathédrale, qu'il avait créée en 1945 au théâtre du Vieux-Colombier. Après avoir refusé, Vilar leur proposa trois créations : La Tragédie du roi Richard II, de Shakespeare, une pièce méconnue en France, La Terrasse de midi, de Maurice Clavel, auteur alors inconnu, et L'Histoire de Tobie et de Sara, de Paul Claudel.
En mai 1947, Jeanne Laurent, chargée de la politique de décentralisation culturelle, cherche à dynamiser la province en y implantant des troupes permanentes de comédiens. C'est dans ce cadre que Jean Vilar demande à Jeanne Laurent « un mur pour jouer devant » : « Cela peut être n'importe quel mur, un mur d'usine ou un mur de terrain de pelote basque. ». Jeanne Laurent lui propose le "mur" de la Cour d'honneur du Palais des Papes. Elle raconte : « Il voulait du plein air, mais en même temps s'enfermer dans des murs. Il ne manquait que le toit pour faire une salle de théâtre. ».
Après accord de la municipalité, la cour d'honneur du palais des papes est aménagée et « Une semaine d'Art en Avignon » se concrétise du 4 au 10 septembre 1947. 4 800 spectateurs, dont 2 900 payants, assistèrent dans trois lieux (la cour d'honneur du palais des papes, le Théâtre municipal et le Verger d'Urbain V), à sept représentations des trois créations.
Jean Vilar revint l'année suivante pour une Semaine d'art dramatique, avec la reprise de La Tragédie du roi Richard II et les créations de La Mort de Danton de Georg Buchner et de Shéhérazade de Jules Supervielle, qu'il met en scène toutes trois, toutes trois représentées dans la cour d'Honneur. Il s'attache alors une troupe d'acteurs qui vint désormais chaque année réunir un public de plus en plus nombreux et de plus en plus fidèle.
En 1949, la cour d'honneur concentre alors l'intégralité de la semaine d'art. Y sont représentées les pièces : La tragédie du roi Richard II mise en scène Jean Vilar avec notamment Jean Vilar, Henri Rollan et Jean Negroni, Le Cid avec notamment, outre Jean Negroni et Jean Vilar, Jean-Pierre Jorris, Françoise Spira. Et lors de la même soirée : Œdipe et Pasiphaé.
En 1950, Jean Vilar revient avec entre autres Le Cid et Henri IV d'Angleterre
En 1951, Gérard Philipe triomphe dans Le Cid, ainsi qu'en 1952 dans Le Prince de Hombourg ; les deux pièces sont mises en scène par Jean Vilar. L'acteur devient le symbole du festival d'Avignon et inscrit d'emblée la cour d'honneur dans sa dimension mythique.
Le succès est croissant. En 1980, Paul Puaux, devenu directeur à la suite de Vilar, s'installa à la Maison Jean-Vilar, et Bernard Faivre d’Arcier le remplaça à la direction du Festival, qui devint cette même année une association régie par la loi de 1901.

### La cour de 1982 à 1989
Dans les années 1980, le dispositif de la cour d'Honneur est transformé afin d'y présenter les spectacles d'Ariane Mnouchkine et de sa troupe du Théâtre du Soleil. Les représentations de ses Shakespeare triomphent : en 1982 avec La Nuit des rois et Richard II et en 1984 pour Henri IV.
La nouvelle génération du théâtre est remarquée dans la cour d'Honneur :
- Daniel Mesguich - Le Roi Lear - 1981[17]
- Jean-Pierre Vincent - Les Dernières nouvelles de la peste - 1983[18]
- Georges Lavaudant - Les Céphéïdes - 1983
- Georges Lavaudant - Richard III - 1984[19]

Ainsi que la nouvelle génération de la danse, avec notamment Jean-Claude Gallotta et Pina Bausch:
- Jean-Claude Gallotta - Daphnis é Chloé - 1982[20]
- Pina Bausch - Walzer - 1983[21]
- Pina Bausch - Nelken - 1983[22]
- Jean Claude Gallotta - Mammame - 1986[23]

En 1985, Peter Brook met en scène le mythique Mahâbhârata à la carrière de Boulbon, toutefois, Antoine Vitez tire bien son épingle du jeu en présentant dans la Cour d'Honneur un fulgurant Lucrèce Borgia de Victor Hugo.
En 1986, Alfredo Arias reçoit un bel accueil dans la cour avec La Tempête de William Shakespeare.
1987 est l'année du triomphe du mythique Soulier de satin de Paul Claudel mis en scène par Antoine Vitez et qui fascina les spectateurs durant 12h00. Ce sera la première plus longue représentation dans la cour d'honneur.
L'année suivante en 1988, Patrice Chéreau crée l'évènement avec sa mise en scène de Hamlet aussi décapante que convaincante.
La cour d'honneur n'est pas vouée qu'au théâtre ou à la danse, elle l'est aussi au cinéma, depuis que Jean Luc Godard en 1967 y présenta en avant première son film La Chinoise, et François Truffaut en 1968 Baisers volés. Ce sont deux films muets (accompagnés d'un orchestre) qui y sont projetés dans les années 1980 : Intolérance de Griffith en 1986 et Octobre de Sergueï Eisenstein en 1989[réf. nécessaire].

### La cour de 1990 à 2004
En 1990, Jean-Pierre Vincent présente dans la cour Les Fourberies de Scapin avec succès, avec, notamment, Daniel Auteuil. En 1991, ce seront les Comédies Barbares de Ramon del Valle-Inclan mis en scène par Jorge Lavelli qui ouvrira le festival dans la cour, avec entre autres Michel Aumont et Maria Casarès. 1992 est marqué par La Légende de Dom Juan chorégraphie de Jean-Claude Gallotta. Et comme une suite logique en 1993 : Dom Juan mis en scène par Jacques Lassalle. En 1994, c'est le retour de Shakespeare dans la cour avec Henri VI monté par Stuart Seide. L'Andromaque d'Euripide, monté la même année par Jacques Lassalle, est loin de faire l'unanimité. 1995 marque le triomphe de Pina Bausch avec Café Müller et la consécration de Jérôme Deschamps avec son spectacle Les pieds dans l'eau.
En 2001, c'est Jan Fabre qui bouleverse la donne avec son spectacle chorégraphié Je suis sang qui bouscule et marque favorablement les spectateurs tout autant que les critiques.
Il faudra attendre 2002 pour que le Théâtre renoue avec le succès dans la cour avec Platonov de Tchekhov monté avec talent par Eric Lacascade qui enfin fut l'un des premiers à utiliser l'ensemble de la cour, voire à la sublimer et ce, au service intégral du texte et du jeu.
2003 est la dernière année du mandat de Bernard Faivre d'Arcier à la tête du festival. Dans la cour d'honneur étaient programmées les reprises du Platonov d'Eric Lacascade, et de Je suis Sang de Jan Fabre, les deux spectacles les plus marquants des dernières années. Mais ce festival n'aura pas lieu car il fut annulé à cause des grèves des intermittents du spectacle.

### La cour de 2004 à nos jours
C'est en 2004 que Vincent Baudriller et Hortense Archambault prennent la nouvelle direction du festival. C'est aussi l'année où triomphe Thomas Ostermeier avec Woyzeck de Georg Büchner.
2005 fut l'année de toutes les polémiques et notamment dès l'ouverture dans la cour d'Honneur avec la chorégraphie L'histoire des larmes de Jan Fabre où certains ont vu une manifestation violente et insignifiante et d'autres une trahison du théâtre avec un texte d'une rare vacuité proféré de façon pathétique.
En 2006, Josef Nadj présente Asobu, qui connaitra un succès mitigé.
c'est en 2007 que Valère Novarina, vieil habitué du festival, présente pour la première fois un spectacle dans la cour d'Honneur avec "l'acte inconnu" qui représente bien son univers.
Romeo Castellucci fait une entrée fracassante dans la cour d'Honneur en 2008 avec Inferno,, où enfin l'espace est réinvesti dans toutes ses dimensions ; Thomas Ostermeier y présenta en seconde partie de festival un Hamlet décapant.
C'est en 2009 que Wajdi Mouawad présente dans la cour, pendant onze heures, les trois premiers volets de sa splendide tétralogie "Le temps des promesses": "Littoral, Incendies, Forêt" (le 4e temps : "Ciels" étant représenté, hors la cour, au parc des expositions de Chateaublanc). Le succès public est total, à la hauteur de cette épopée qui renoue avec l'art théâtral. Même si la presse y pointe des inégalités, la plupart salue l'œuvre,. C'est également en 2009 que Warlikowski y présenta (A)pollonia que la presse encense malgré un succès public relatif.
En 2010 c'est l'un des deux artistes associés, Christoph Marthaler, qui ouvre le festival dans la cour avec le spectacle spécialement créé pour l'occasion et très controversé : "Papperlapapp". Ce spectacle est suivi en 2e partie de festival par un décevant Shakespeare La tragédie du Roi Richard II mis en scène par Jean-Baptiste Sastre.
En 2011, la Cour d'Honneur accueillera avec bonheur la chorégraphie de Boris Charmatz Enfant,,. C'est cette année-là que Anne Teresa De Keersmaeker présenta sa chorégraphie Cesena à une heure incongrue : 4h30 du matin,, (voir également plus bas). En fin de festival, c'est Guy Cassiers qui investit la cour avec Sang & Roses qui fut reçu de façon partagée par le public, malgré l'unanimité enthousiaste de la presse,.
C'est le Britannique Simon McBurney qui ouvre en 2012, dans la cour, le 66e festival d'Avignon avec Le Maître et Marguerite qui reçoit une ovation unanime et consensuelle,,,. C'est la même année qu'Arthur Nauzyciel présente La Mouette, reçue de façons fort diverses,,.
2013 accueille pour la 1re fois le talentueux Stanislas Nordey dans la cour avec la pièce Par les villages qui est unanimement applaudie,,,. En 2e partie de festival, c'est un vibrant hommage à la cour que rend Jérôme Bel avec son spectacle Cour d'Honneur, qui réunit spectateurs de tous horizons et "échantillons" live du meilleur de la cour,, !
2014 est la 1re année de la nouvelle direction d'Olivier Py. C'est "Le Prince de Hombourg" qui ouvre le festival (clin d’œil à jean Vilar et Gérard Philipe qui l'incarna dans la cour même en 1951) qui laisse le public et la critique de 2014 assez indifférents. En seconde partie de festival, c'est Lemi Ponifasio qui présentera sa chorégraphie I am,.
En 2015, Olivier Py traduit Le roi Lear et le met en scène en ouverture du festival dans la cour. Le résultat ne sera pas à la hauteur de l'attente; la presse ne sera pas tendre à son endroit,,,.
En 2016, pour la 70e édition du festival, c'est Ivo Van Hove qui investit la cour avec Les damnés librement inspiré de Visconti, avec la troupe de la Comédie-Française et qui connaitra un succès relatif,. En 2e partie de festival, la cour reçoit pour une soirée unique Amos Gitaï et son spectacle Yitzak Rabin: Chronique d'un assassinat. C'est le chorégraphe Sidi Larbi Cherkaoui qui clôturera la cour avec Babel 7.16.
C'est une pièce en japonais qui fait en 2017 l'ouverture de la cour d'honneur: Antigone par le metteur en scène Satoshi Miyagi. Le spectacle très esthétique et très zen rencontre un certain succès. Puis c'est au tour d'Israel Galván d'investir la cour en présentant "La Fiesta" qui déroute les profanes du flamenco et enthousiasme les initiés.
En juillet 2018, Thomas Jolly ouvre avec succès le festival d'Avignon dans la cour d'honneur du palais des papes avecThyeste de Sénèque,.
C'est Pascal Rambert qui ouvre le festival 2019 dans la cour d'honneur avec la pièce qu'il a écrite Architecture dont l'accueil fut mitigé,.
En 2020 la pandémie du coronavirus mettra la 74ème édition du festival à genoux et la Cour d'Honneur restera désespérément vide...
Ce sera l'occasion de repenser la structure des gradins et du plateau qui seront opérationnels pour l'été 2021. Ce sera la sixième installation depuis 1947.
2021 marquera le retour d'Isabelle Huppert dans La Cerisaie de Tchekov mis en scène par Tiago Rodrigues (futur directeur du festival d'Avignon).
Le 13 juillet de la même année, Nicolas Truong dialoguera au cœur de la cour, avec le philosophe Edgar Morin à l'occasion de son centenaire, (finalement à distance via une communication vidéo pour cause de santé du philosophe).
En ouverture du festival 2022, Kirill Serebrennikov y a fait régner pendant trois heures "la folie de la liberté " lors de sa représentation du Moine noir d'après Anton Tchekov.

## Lectures à la cour
La cour d'honneur est aussi parfois le lieu ou de grands acteurs donnent de la voix pour de mémorables lectures...

## Les spectateurs et le rituel à la cour
La cour d'honneur est inscrite dans la mémoire culturelle commune (nationale et internationale). C'est, aujourd'hui encore, avec bonheur et émotion, que les spectateurs gravissent les marches du Palais tel un rituel, et pénètrent, au son des trompettes de Maurice Jarre, dans cette cour chargée d'histoire et de l'écho des tirades vibrantes de Gérard Philipe, Jean Vilar et tant d'autres... il y a ceux qui y reviennent depuis toujours, il y a les habitués récents et puis il y a les néophytes. Tous montent les marches avec le même pincement au cœur; certains avec des souvenirs qui reviennent, d'autres ayant conscience de se créer des souvenirs, tous avec un mélange de beaux espoirs et une certaine appréhension. Chacun se sentant participant à un évènement hors du commun, un moment important.
La cour est aussi ce lieu rare où les spectateurs se sentent libre d'exprimer leur désaccord. Si le spectacle déplait au spectateur, celui-ci ne s'interdit pas, en cours de représentation, de se lever et de partir, souvent bruyamment afin de bien marquer son mécontentement. Il lui arrive aussi de huer voire de prendre parti haut et fort jusqu'à parfois interrompre la représentation. Ceci fait partie du rituel de la Cour d'Honneur; cela se produit très rarement dans d'autres lieux du festival d'Avignon. Paradoxalement, la cour d'honneur, lieu de prestige, renoue quelque peu ainsi avec les origines populaires du théâtre où les spectateurs apostrophaient les comédiens sur les plateaux (cf. par exemple à l'époque de Molière ou à l'époque élisabéthaine).
La cour est aussi le lieu d'instants magiques. En dehors des grands moments de la représentation, il est un moment hors du temps quand l'aurore vient éclairer la cour de ses premiers rayons. Les spectateurs sont alors en ordre dispersés, quelques-uns allongés plus ou moins attentifs, sous les couvertures rêches du festival, d'autres assoupis sur l'épaule de leurs voisins, et d'autres, plus stoïques toujours vaillants. La pièce tire à sa fin et lorsque le salut vient enfin délivrer le tout, c'est un torrent d'applaudissements dont on dit que les spectateurs s'applaudissent eux-mêmes autant qu'ils félicitent les acteurs! Et pourquoi pas ? Ce fut le cas lors du Soulier de satin, mis en scène par Antoine Vitez en 1987, ou, plus récemment, en 2009 par Wajdi Mouawad pour les deux premières parties de sa trilogie Littoral, Incendie, Forêts. Anne Teresa De Keersmaeker fut certainement très sensible à ce moment dans la cour pour qu'elle choisisse d'y présenter en 2011 sa chorégraphie Cesena à 4h30 du matin dans la nuit noire finissante et à quelques enjambées de l'aube afin que le jour naissant éclaire de sa lumière immaculée le corps des danseurs.

## Les metteurs en scène et la cour
La cour d'honneur a toujours constitué une pression pour les metteurs en scène chargés de monter leur spectacle. En effet, que faire face à ce mur écrasant, tant chargé d'histoire ? Certains ont pris le parti d'en jouer comme Alfredo Arias avec La tempête qui reconstitua sur scène une partie du mur, d'autres de le défigurer (tel avec Papperlapapp de Marthaler) en y installant des évacuations de climatiseurs et des fenêtres en double vitrage et pvc ; d'autres de le "détruire", comme Simon McBurney dans Le maître et Marguerite, qui projeta avec un réalisme étonnant, la démolition du mur ; d'autres de le sublimer, comme Romeo Castellucci dans Inferno, en le faisant escalader à mains nues jusqu'aux cieux. Beaucoup d'autres, hélas, tentèrent de le réduire ou de faire comme s'il n'était pas là. Mais peu comme Antoine Vitez avec Lucrèce Borgia ou Eric Lacascade avec Platonov, ont su en prendre la pleine mesure et le révéler dans sa sobre splendeur. Chacun à sa façon, Lacascade dans sa plénitude et sa dynamique, Vitez dans son minimalisme et son dénuement.
On ne compte plus les metteurs en scène, et des plus grands, qui, à trop vouloir en faire, se sont cassé les dents face au mur de la cour d'honneur (autant face au mur historique du palais, que face au "mur" des spectateurs sur les gradins).

## Liste des spectacles joués dans la Cour en ouverture du festival depuis 1989
| Année | Date                      | Direction                                  | Artiste(s) associé(s)                 | Spectacle(s) d'ouverture dans la Cour d'Honneur du Palais des Papes                                                                |
| ----- | ------------------------- | ------------------------------------------ | ------------------------------------- | --- |
| 1989  | Du 12 juillet au 3 août   | Bernard Faivre d'Arcier                    |                                       | La Célestine de Fernando de Rojas, traduction Florence Delay, mise en scène Antoine Vitez                                          |
| 1990  | Du 10 juillet au 1er août | Bernard Faivre d'Arcier                    |                                       | Les Fourberies de Scapin de Molière, mise en scène Jean-Pierre Vincent                                                             |
| 1991  | Du 9 juillet au 2 août    | Bernard Faivre d'Arcier                    |                                       | Comédies barbares de Ramon del Valle-Inclan, traduction Armando Llamas, mise en scène Jorge Lavelli                                |
| 1992  | Du 10 juillet au 3 août   | Bernard Faivre d'Arcier                    |                                       | Le Chevalier d'Olmedo de Lope de Vega, traduction Zéno Bianu, mise en scène Lluís Pasqual (es)                                     |
| 1993  | Du 9 juillet au 2 août    | Bernard Faivre d'Arcier                    |                                       | Dom Juan de Molière, mise en scène Jacques Lassalle                                                                                |
| 1994  | Du 8 juillet au 2 août    | Bernard Faivre d'Arcier                    |                                       | Andromaque de Euripide, traduction Mayotte Bollack, mise en scène Jacques Lassalle                                                 |
| 1995  | Du 7 au 30 juillet        | Bernard Faivre d'Arcier                    |                                       | Café Müller musique de Purcell[Lequel ?] et Le Sacre du Printemps musique de Stravinsky, chorégraphies Pina Bausch                 |
| 1996  | Du 9 juillet au 3 aout    | Bernard Faivre d'Arcier                    |                                       | Édouard II de Christopher Marlowe, mise en scène et adaptation de Alain Françon                                                    |
| 1997  | Du 10 juillet au 2 aout   | Bernard Faivre d'Arcier                    |                                       | Nathan Le Sage de G.E. Lessing, mise en scène Denis Marleau                                                                        |
| 1998  | Du 10 juillet au 2 aout   | Bernard Faivre d'Arcier                    |                                       | Œdipe le tyran de Sophocle, version de Hölderlin, mise en scène et adaptation de Jean-Louis Martinelli et Philippe Lacoue-Labarthe |
| 1999  | Du 9 au 31 juillet        | Bernard Faivre d'Arcier                    |                                       | Henry V de William Shakespeare, mise en scène Jean-Louis Benoît                                                                    |
| 2000  | Du 6 au 30 juillet        | Bernard Faivre d'Arcier                    |                                       | Le Laveur de vitres de Pina Bausch, mise en scène Pina Bausch                                                                      |
| 2001  | Du 6 au 28 juillet        | Bernard Faivre d'Arcier                    |                                       | L'École des femmes de Molière, mise en scène Didier Bezace                                                                         |
| 2002  | Du 5 au 27 juillet        | Bernard Faivre d'Arcier                    |                                       | Platonov d'Anton Tchekhov, mise en scène Éric Lacascade                                                                            |
| 2003  | Du 8 au 28 juillet        | Bernard Faivre d'Arcier                    |                                       | Festival annulé |
| 2004  | Du 3 au 27 juillet        | Hortense Archambault et Vincent Baudriller | Thomas Ostermeier                     | Woyzeck de Georg Büchner, mise en scène Thomas Ostermeier                                                                          |
| 2005  | Du 8 au 27 juillet        | Hortense Archambault et Vincent Baudriller | Jan Fabre                             | L'Histoire des larmes de Jan Fabre, mise en scène Jan Fabre                                                                        |
| 2006  | Du 6 au 27 juillet        | Hortense Archambault et Vincent Baudriller | Josef Nadj                            | Asobu en hommage à Henri Michaux, mise en scène Josef Nadj                                                                         |
| 2007  | Du 6 au 27 juillet        | Hortense Archambault et Vincent Baudriller | Frédéric Fisbach                      | L'acte inconnu de Valère Novarina, mise en scène Valère Novarina                                                                   |
| 2008  | Du 4 au 26 juillet        | Hortense Archambault et Vincent Baudriller | Romeo Castellucci, Valérie Dréville   | Inferno librement inspiré de La Divine Comédie de Dante, mise en scène Romeo Castellucci                                           |
| 2009  | Du 7 au 29 juillet        | Hortense Archambault et Vincent Baudriller | Wajdi Mouawad                         | Le Sang des promesses de Wajdi Mouawad, mise en scène Wajdi Mouawad                                                                |
| 2010  | Du 7 au 27 juillet        | Hortense Archambault et Vincent Baudriller | Christoph Marthaler, Olivier Cadiot   | Papperlapapp de Christoph Marthaler, mise en scène Christoph Marthaler                                                             |
| 2011  | Du 6 au 26 juillet        | Hortense Archambault et Vincent Baudriller | Boris Charmatz                        | Enfant de Boris Charmatz, mise en scène Boris Charmatz                                                                             |
| 2012  | Du 7 au 28 juillet        | Hortense Archambault et Vincent Baudriller | Simon McBurney                        | Le Maître et Marguerite de Mikhail Boulgakov, mise en scène Simon McBurney                                                         |
| 2013  | Du 5 au 26 juillet        | Hortense Archambault et Vincent Baudriller | Dieudonné Niangouna, Stanislas Nordey | Par les villages de Peter Handke, mise en scène Stanislas Nordey                                                                   |
| 2014  | Du 4 au 27 juillet        | Olivier Py                                 |                                       | Le Prince de Hombourg de Heinrich von Kleist, mise en scène Giorgio Barberio Corsetti                                              |
| 2015  | Du 5 au 26 juillet        | Olivier Py                                 |                                       | Le Roi Lear de William Shakespeare, traduction et mise en scène Olivier Py                                                         |
| 2016  | Du 6 au 24 juillet        | Olivier Py                                 |                                       | Les Damnés d'après Luchino Visconti, mise en scène Ivo van Hove                                                                    |
| 2017  | Du 6 au 26 juillet        | Olivier Py                                 |                                       | Antigone d'après Sophocle, mise en scène Satoshi Miyagi                                                                            |
| 2018  | Du 6 au 24 juillet        | Olivier Py                                 |                                       | Thyeste de Sénèque, mise en scène Thomas Jolly                                                                                     |
| 2019  | Du 4 au 23 juillet        | Olivier Py                                 |                                       | Architecture de Pascal Rambert, mise en scène Pascal Rambert                                                                       |
| 2021  | Du 5 au 25 juillet        | Olivier Py                                 |                                       | La Cerisaie de Tchekhov, mise en scène Tiago Rodrigues                                                                             |
| 2022  | Du 7 au 26 juillet        | Olivier Py                                 |                                       | Le Moine noir d'après Tchekhov, mise en scène Kirill Serebrennikov                                                                 |
| 2023  | Du 5 au 25 juillet        | Tiago Rodrigues                            |                                       | Welfare d'après un film de Frederick Wiseman, mise en scène Julie Deliquet                                                         |
| 2024  | Du 29 juin au 21 juillet  | Tiago Rodrigues                            |                                       | Dämon : El funeral de Bergman, mise en scène Angelica Liddell                                                                      |
| 2025  |                           | Tiago Rodrigues                            |                                       | Nôt, mise en scène Marlene Monteiro Freitas                                                                                        |